# 鍾怡雯
鍾怡雯（1969年2月13日—），馬來西亞霹靂州金寶華人，是祖籍廣東梅縣的客家人，馬華文學作家。國立臺灣師範大學國文系學士、碩士、博士。學生時代就嶄露頭角，多次獲得各類文學獎，曾任《國文天地》雜誌主編，曾任元智大學中國語文學系教授兼系主任。

## 生平
鍾怡雯兼有文學創作及文學評論，其作品融合感性與理性。散文題材部分取自日常生活，風格獨特真誠如同其人，時有獨創觀點和超現實的意境，能從平常事物之中抒發獨特的體會。作家余光中曾說：「鍾怡雯綺年麗質，為繆思寵愛之才女，但她的藝術並非純情的唯美。她對於青春與愛情，著墨無多，更不論友誼。相反地，生老病死之中，她對後三項最多著墨，筆端的滄桑感逼人如暮色。」 文學評論家李奭學稱鍾怡雯為「文界哪吒」。其散文作品〈芝麻開門〉與〈垂釣睡眠〉曾被收錄於高中國文課本，為「課本作家」。

## 爭議
2012年10月7日，鍾怡雯在《聯合報》發表〈神話不再〉一文，內容批評時下文學獎亂象，但也招來非議。她以誠信與否為由，質疑了作者為獲獎而消費愛滋感染者的看法，引起爭論。

## 作品

### 散文
- 《河宴》（臺北：三民書局，1995年）
- 《垂釣睡眠》（臺北：九歌出版社，1998年）
- 《聽說》（臺北：九歌出版社，2000年）
- 《我和我豢養的宇宙》（臺北：聯合文學，2002年；再版，臺北：九歌出版社，2012年）
- 《飄浮書房》（臺北：九歌出版社，2005年）
- 《野半島》（臺北：聯合文學，2007年；再版，臺北：九歌出版社，2014年）
- 《陽光如此明媚》（臺北：九歌出版社，2008年）
- 陳義芝編選：《鍾怡雯精選集》（臺北：九歌出版社，2010年）
- 《麻雀樹》（臺北：九歌出版社，2014年）
- 《捱日子》（南京：江蘇文藝出版社，2015年）

### 論述
- 《莫言小說：歷史的重構》（臺北：文史哲出版社，1997年）
- 《亞洲華文散文的中國圖象：1949-1999》（臺北：萬卷樓，2001年）
- 《無盡的追尋：當代散文詮釋與批評》（臺北：聯合文學，2004年）
- 《內斂的抒情：華文文學論評》（臺北：聯合文學，2008年）
- 《馬華文學史與浪漫傳統》（臺北：萬卷樓，2009年）
- 《經典的誤讀與定位：華文文學專題研究》（臺北：萬卷樓，2009年）
- 《雄辯風景：當代散文論Ⅰ》（臺北：聯經出版，2016年）
- 《后土繪測：當代散文論Ⅱ》（臺北：聯經出版，2016年）
- 《馬華文學批評大系：鍾怡雯》（桃園：元智大學中國語文學系，2019）

### 傳記
- 與陳大為合著：《靈鷲山外山：心道法師傳2013》（臺北：遠流出版社，2013年）

### 圖文書
- 《枕在你肚腹的時光》（繪者：魏延乘）（臺北：麥田出版，2002年）
- 《路燈老了》（繪者：林建良）（臺北：麥田出版，2003年）

### 譯作
- 大衛盧卡斯（David Lucas）：《我相信我能飛》The Lying Carpet（臺北：格林文化，2009年）

## 擔任評審
- 2018年臺中市政府文化局邀請方梓、方耀乾、王金選、平路、石德華、向陽、宇文正、吳晟、李如青、李勤岸、曹俊彥、陳幸蕙、陳憲仁、陳雨航、曾貴海、楊翠、楊錦郁、劉克襄、蔡素芬、蕭蕭、鍾永豐、鍾怡雯等國內作家、詩人組成本屆評審團[8]。